# Alessandro Vitelli
Alessandro Vitelli (1500 – 1554) est un condottiere italien né à Citta di Castello (Ombrie) de la lignée des Vitelli.

## Biographie
Seigneur de Montone, Citerna et Amatrice, il est le fils naturel de Paolo, le frère de Niccolò et le père de Vitellozzo Vitelli (cardinal). Son épouse est Angela de' Rossi.
Il participe à la bataille de Gavinana en 1530, soutient Cosme de Médicis à Florence et participe à bataille de Montemurlo en 1537. En 1538 il prend part à la guerre de Camerino. Il meurt à Citerna en 1554.

## Sources
- Ariodante Fabretti, Biographie de capitaines de venture d'Ombrie, Vol III, Edit Angiolo Fiumi-Montepulciano 1844.